# Мелконян Ладік Артурович
Ладік Артурович Мелконян (нар. 9 серпня 1993, Чернівці, Україна) — український футболіст, півзахисник.

## Життєпис

### Юнацький та аматорський рівень
Вихованець ДЮСШ №2 та ДЮСШ «Буковина», перший тренер - Юрій Лепестов. У чемпіонаті України (ДЮФЛ) виступав за команди «Освіта» (Чернівці), «Рома» (Чернівці) та «Буковина» (Чернівці). На аматорському рівні грав за колективи «Маяк» (Великий Кучурів) та «Університет» (Чернівці).

### Клубна кар'єра
Наприкінці серпня 2017 року підписав контракт із рідною чернівецькою «Буковиною». Дебютував за «Буковину» 30 серпня в матчі чемпіонату другої ліги України проти ФК «Арсенал-Київщина», який завершився розгромною перемогою його команди. 26 травня 2018 року в матчі проти стрийської «Скали» відзначився дебютним голом у професіональній кар'єрі, а 18 липня в матчі проти ФК «Калуша», вперше зіграв в кубку України. 11 серпня 2019 року Ладік провів 50-й офіційний матч у «футболці» чернівецької «Буковини».

#### Цікаві факти
- Включений у збірну 7-го Другої ліги 2019/20 за версією Sportarena.com – позиція атакуючий півзахисник[8].
- Кращий гравець 7-го туру Другої ліги 2019/20 за версією ПФЛ спільно із Sportarena.com[9].

### Збірна
У 2015—2016 році виступав за збірну Чернівецької області, яка брала участь у кубку регіонів ФФУ. В середині січня 2018 року разом із своїм партнером по команді Андрієм Шишигіном отримав виклик у національну студентську збірну України. Дебютував 16 числа того ж місяця на щорічному зимовому турнірі пам'яті (Меморіалі) Олега Макарова.

## Досягнення
Аматорський рівень
- Чемпіон Чернівецької області (2): 2013, 2020
- Срібний призер чемпіонату Чернівецької області (1): 2015
- Бронзовий призер чемпіонату Чернівецької області (1): 2016